# ۱٬۱-دی‌فلورواتان
۱،۱-دی فلورواتان (به انگلیسی: 1,1-Difluoroethane) با فرمول شیمیایی C2H4F2 یک ترکیب شیمیایی با شناسه پاب‌کم 6368 است. که جرم مولی آن 66.05 g/mol می‌باشد. 